# Nekrolog Juli 2015
Nekrolog
◄◄
| ◄
| 2011
| 2012
| 2013
| 2014
| 2015 | 2016 | 2017 | 2018 | 2019 | ► | ►►
Januar |
Februar |
März |
April |
Mai |
Juni |
Juli |
August |
September |
Oktober |
November |
Dezember 2015
Weitere Ereignisse | Allgemeiner Nekrolog 2015
Die Beschreibung der verstorbenen Person sollte so kurz wie möglich gehalten sein und nur deren signifikante Tätigkeit(en) enthalten.
Neue Namen ggf. auch unter dem Geburts- und Sterbedatum, also etwa unter 1. Januar und im Geburts- und Sterbejahr (2024) eintragen (nur bei entsprechender großer Wichtigkeit). Für Beispiele siehe die schon vorhandenen Artikel.
Außerdem über die fünf zuletzt Verstorbenen, zu denen es einen ausreichend guten Artikel für eine Präsentation auf der Hauptseite gibt, nach der todesbedingten Überarbeitung der Artikel ggf. auch unter Wikipedia Diskussion:Hauptseite informieren und sie am besten auch in den anderen Wikipedia-Sprachversionen eintragen. Tipp: Regelmäßig bei news.google.de nach „ist tot“, „gestorben“ oder „verstorben“ suchen.
Wenn eine Person gestorben ist, gibt es viele Seiten zu dieser Person in der Wikipedia, die davon auch betroffen sind und entsprechend aktualisiert werden müssen. Beispiele: Namenübersichtsseite, Geburtsjahr, Geburtsort-Seiten und viele mehr.
Wie finde ich die betroffenen Seiten?
Im Suchfeld auf der linken Seite gibt man den Suchbegriff so ein: „Vorname Nachname“. Dann klickt man auf Volltext und alle Seiten mit entsprechendem Suchtext werden aufgerufen. Hier sieht man dann schnell, wo auch das Todesjahr Sinn macht oder sogar ein Teil des Artikels angepasst werden muss. Auch hilft das „Werkzeug“ auf der linken Seite sehr gut, um solche Seiten aufzufinden: „Links auf diese Seite“. Somit ist die Wikipedia wieder aktuell in allen Bereichen! Hinweis: bei Eintragung der Kategorie „Gestorben JAHR“ wird der Missbrauchsfilter 49 ausgelöst, was jedoch nicht schlimm ist. Siehe: Spezial:Missbrauchsfilter/49
Dies ist eine Liste von im Juli 2015 verstorbenen bekannten Persönlichkeiten. Die Einträge erfolgen innerhalb der einzelnen Daten alphabetisch sortiert. Tiere sind im Nekrolog für Tiere zu finden.

## Juli
| Tag      | Name                                       | Beruf, bekannt als                                                         | Alter | Beleg  |
| -------- | ------------------------------------------ | -------------------------------------------------------------------------- | ----- | ------ |
| 31. Juli | Jörg Bartel                                | deutscher Journalist und Autor                                             | 58    |        |
| 31. Juli | Stephan Beckenbauer                        | deutscher Fußballspieler und -trainer                                      | 46    |        |
| 31. Juli | Martin Cavender                            | britischer Prediger                                                        | 68    |        |
| 31. Juli | Alan Cheuce                                | US-amerikanischer Schriftsteller und Literaturkritiker                     | 75    |        |
| 31. Juli | Rubén Espinosa                             | mexikanischer Fotojournalist                                               | 32    |        |
| 31. Juli | Herta Hareiter                             | österreichische Filmarchitektin                                            | 92    |        |
| 31. Juli | Elizabeth Lack                             | englische Ornithologin                                                     | 99    | [ 1 ]  |
| 31. Juli | Heinz Marohn                               | deutscher Historiker                                                       | 93    |        |
| 31. Juli | Gerald S. O’Loughlin                       | US-amerikanischer Schauspieler                                             | 93    |        |
| 31. Juli | Billy Pierce                               | US-amerikanischer Baseballspieler                                          | 88    |        |
| 31. Juli | Roddy Piper                                | kanadischer Wrestler und Schauspieler                                      | 61    |        |
| 31. Juli | J. Wallace Laprade                         | US-amerikanischer Ermittlungsbeamter                                       | 89    |        |
| 31. Juli | Gerhard Moll                               | deutscher Eisenbahnkonservator                                             | 81    |        |
| 31. Juli | Red Dragon                                 | jamaikanischer DJ                                                          | 49    |        |
| 31. Juli | Wolfgang Riehle                            | deutsch-österreichischer Literaturwissenschaftler                          | 77    |        |
| 31. Juli | Hans Schafgans                             | deutscher Fotograf und Schriftsteller                                      | 87    |        |
| 31. Juli | Richard Schweiker                          | US-amerikanischer Politiker                                                | 89    |        |
| 31. Juli | László Sinkó                               | ungarischer Schauspieler                                                   | 75    |        |
| 31. Juli | Zhang Jingfu                               | chinesischer Politiker                                                     | 101   |        |
| 30. Juli | Lynn Anderson                              | US-amerikanische Countrysängerin                                           | 67    |        |
| 30. Juli | John Culhane                               | US-amerikanischer Historiker                                               | 81    |        |
| 30. Juli | Ludmila Dvořáková                          | tschechische Opernsängerin                                                 | 92    |        |
| 30. Juli | Günther Einert                             | deutscher Politiker                                                        | 84    |        |
| 30. Juli | Jakob Feller                               | deutscher Politiker                                                        | 97    |        |
| 30. Juli | Denis Feron                                | belgischer Skirennläufer und Manager                                       | 87    |        |
| 30. Juli | Jerome Kohlberg, Jr.                       | US-amerikanischer Geschäftsmann                                            | 90    |        |
| 30. Juli | Douglas LeVien                             | US-amerikanischer Ermittlungsbeamter                                       | 68    |        |
| 30. Juli | Endel Lippmaa                              | estnischer Physiker und Politiker                                          | 84    |        |
| 30. Juli | Peter Löffler                              | Schweizer Theaterregisseur                                                 | 88    |        |
| 30. Juli | Yakub Memon                                | indischer Terrorist                                                        | 53    |        |
| 30. Juli | Bert Neumann                               | deutscher Bühnenbildner                                                    | 54    |        |
| 30. Juli | Pervin Par                                 | türkische Schauspielerin                                                   | 76    |        |
| 30. Juli | Alfred Pingoud                             | deutscher Biochemiker                                                      | 69    |        |
| 30. Juli | Wulff D. Rehfus                            | deutscher Philosoph                                                        | 70    |        |
| 30. Juli | Christa Schwens                            | deutsche Kunstwissenschaftlerin                                            | 78    |        |
| 30. Juli | Louis Sokoloff                             | US-amerikanischer Neurowissenschaftler                                     | 93    |        |
| 30. Juli | Alena Vrzáňová                             | tschechoslowakische Eiskunstläuferin                                       | 84    |        |
| 30. Juli | Ernst K. Zinner                            | österreichisch-US-amerikanischer Astronom                                  | 78    |        |
| 29. Juli | Gert Haedecke                              | deutscher Hörfunkjournalist                                                | 81    |        |
| 29. Juli | Lothar Jünnemann                           | deutscher Richter                                                          | 57    |        |
| 29. Juli | Ludwig Lurz                                | deutscher Fußballspieler                                                   | 70    |        |
| 29. Juli | Georg Nickel                               | deutscher Grafikdesigner und Comiczeichner                                 | 65    |        |
| 29. Juli | Frits Ørskov                               | dänischer Mikrobiologe                                                     | 93    |        |
| 29. Juli | Helmut Osterloh                            | deutscher Poolbillardspieler                                               | 47    |        |
| 29. Juli | Jemera Rone                                | US-amerikanische Menschenrechtsaktivistin                                  | 71    |        |
| 29. Juli | Otto Schlenzka                             | deutscher Segler und Segelsportfunktionär                                  | 96    |        |
| 29. Juli | Peter Sim                                  | australischer Politiker                                                    | 98    |        |
| 29. Juli | Leo Wallner                                | österreichischer Unternehmer und Sportfunktionär                           | 79    |        |
| 28. Juli | Diego Barisone                             | argentinischer Fußballspieler                                              | 26    |        |
| 28. Juli | Buddy Emmons                               | US-amerikanischer Pedal-Steel-Gitarrist                                    | 78    |        |
| 28. Juli | David Faber                                | polnischer Autor                                                           | 86    |        |
| 28. Juli | Ferdinand Hahn                             | deutscher Theologe                                                         | 89    |        |
| 28. Juli | Barry Hunter                               | australischer Bischof                                                      | 87    |        |
| 28. Juli | Carolyn Kaelin                             | US-amerikanische Medizinerin                                               | 89    |        |
| 28. Juli | Jan Kulczyk                                | polnischer Unternehmer                                                     | 65    |        |
| 28. Juli | Karl Meessen                               | deutscher Rechtswissenschaftler                                            | 76    |        |
| 28. Juli | Heiner Metzler                             | deutscher Judoka und Judotrainer                                           | 84    |        |
| 28. Juli | Gottfried Mücke                            | deutscher Manager                                                          | 83    |        |
| 28. Juli | Edward Natapei                             | vanuatuischer Politiker                                                    | 61    |        |
| 28. Juli | Fred Otnes                                 | US-amerikanischer Illustrator und Künstler                                 | 89    |        |
| 28. Juli | Josef Pecanka                              | österreichischer Fußball- und Hockeyspieler und Trainer                    | 90    |        |
| 28. Juli | Clive Rice                                 | südafrikanischer Cricketspieler                                            | 66    |        |
| 28. Juli | Fransiskus Xaverius Rocharjanta Prajasuta  | indonesischer Bischof                                                      | 83    |        |
| 28. Juli | Philipp Reinhard zu Solms-Hohensolms-Lich  | deutscher Unternehmer                                                      | 80    |        |
| 27. Juli | Lothar Berg                                | deutscher Mathematiker                                                     | 84    |        |
| 27. Juli | John Cassels                               | britischer Mathematiker                                                    | 93    |        |
| 27. Juli | Ken Costello                               | britischer Automobilrennfahrer und Motoringenieur                          | 88    |        |
| 27. Juli | Rickey Grundy                              | US-amerikanischer Gospel-Sänger, Songwriter und Chorleiter                 | 56    |        |
| 27. Juli | Clifford Hatts                             | britischer Szenenbildner                                                   | 93    |        |
| 27. Juli | A. P. J. Abdul Kalam                       | indischer Politiker und Wissenschaftler                                    | 83    |        |
| 27. Juli | Siegfried Kühl                             | deutscher Maler und Bildhauer                                              | 85    |        |
| 27. Juli | Ivan Moravec                               | tschechischer Pianist                                                      | 84    |        |
| 27. Juli | Clyde M. Narramore                         | US-amerikanischer Psychologe                                               | 98    |        |
| 27. Juli | Ndidani                                    | südafrikanischer Sänger                                                    | 39    |        |
| 27. Juli | Werner G. Noltemeyer                       | deutscher Verleger                                                         | 85    |        |
| 27. Juli | Samuel Pisar                               | US-amerikanischer Rechtsanwalt, Autor und Holocaustüberlebender            | 86    |        |
| 27. Juli | Alina Rodríguez                            | kubanische Schauspielerin                                                  | 63    |        |
| 27. Juli | Sebastiano Vassalli                        | italienischer Schriftsteller                                               | 73    | [ 2 ]  |
| 26. Juli | Dick Bass                                  | US-amerikanischer Unternehmer und Bergsteiger                              | 85    |        |
| 26. Juli | Jerry Berrigan                             | US-amerikanische Friedensaktivist                                          | 95    |        |
| 26. Juli | Bobbi Kristina Brown                       | US-amerikanische Sängerin                                                  | 22    |        |
| 26. Juli | Héctor De Rosas                            | argentinischer Tangosänger                                                 | 83    |        |
| 26. Juli | Wolfgang Donsbach                          | deutscher Kommunikationswissenschaftler                                    | 65    |        |
| 26. Juli | Peter Ehrlich                              | deutscher Schauspieler und Regisseur                                       | 82    |        |
| 26. Juli | Peggy Evans                                | britische Schauspielerin                                                   | 94    |        |
| 26. Juli | Peter H. Feist                             | deutscher Kunsthistoriker                                                  | 86    |        |
| 26. Juli | Vic Firth                                  | US-amerikanischer Musiker und Unternehmer                                  | 95    |        |
| 26. Juli | Gaston Germain                             | kanadischer Sänger und Musikpädagoge                                       | 82    |        |
| 26. Juli | Johannes Michael Geuenich                  | deutscher Gewerkschafter und Politiker                                     | 80    |        |
| 26. Juli | Wolfgang Gönnenwein                        | deutscher Musikpädagoge und Politiker                                      | 82    |        |
| 26. Juli | Konrad Jacobs                              | deutscher Mathematiker                                                     | 86    |        |
| 26. Juli | Mike Kostiuk                               | US-amerikanischer American-Football-Spieler                                | 95    |        |
| 26. Juli | Flora Isabel MacDonald                     | kanadische Politikerin                                                     | 89    |        |
| 26. Juli | Dieter Nast-Kolb                           | deutscher Mediziner                                                        | 61    |        |
| 26. Juli | Wassili Pitschul                           | sowjetischer bzw. russischer Filmregisseur                                 | 54    |        |
| 26. Juli | Ann Rule                                   | US-amerikanische Schriftstellerin                                          | 84    |        |
| 26. Juli | Pía Sebastiani                             | argentinische Pianistin und Musikpädagogin                                 | 90    |        |
| 26. Juli | Joe Williams                               | US-amerikanischer Filmkritiker und Autor                                   | 56    |        |
| 25. Juli | Kalpataru Das                              | indischer Politiker                                                        | 64    |        |
| 25. Juli | Ramkrishnan Suryabhan Gavai                | indischer Politiker                                                        | 85    |        |
| 25. Juli | Bijoy Krishna Handique                     | indischer Politiker                                                        | 80    |        |
| 25. Juli | Stevan Karamata                            | jugoslawischer Geologe                                                     | 88    |        |
| 25. Juli | Klara Köttner-Benigni                      | österreichische Schriftstellerin                                           | 87    |        |
| 25. Juli | Dieter Kühn                                | deutscher Schriftsteller                                                   | 80    |        |
| 25. Juli | Larbi Messari                              | marokkanischer Historiker, Politiker und Autor                             | 79    |        |
| 25. Juli | Robin Phillips                             | britischer Schauspieler, Theater- und Filmregisseur                        | 73    |        |
| 25. Juli | Heinz Ritter                               | deutscher Journalist, Theater- und Filmkritiker sowie Feuilleton-Redakteur | 87    |        |
| 25. Juli | Josef Staudinger                           | österreichischer Gewerkschafter und Politiker                              | 66    |        |
| 25. Juli | Mervyn Wingfield, 10. Viscount Powerscourt | britischer Peer und Politiker                                              | 79    |        |
| 25. Juli | Nilo Zandanel                              | italienischer Skisportler                                                  | 77    |        |
| 24. Juli | Corsino Fortes                             | kap-verdischer Lyriker und Politiker                                       | 82    |        |
| 24. Juli | Klaus Haack                                | deutscher Jurist                                                           | 82    |        |
| 24. Juli | Peg Lynch                                  | US-amerikanische Schauspielerin und Drehbuchautorin                        | 98    |        |
| 27. Juli | Jürgen Rohwer                              | deutscher Bibliothekar und Militärhistoriker                               | 91    |        |
| 24. Juli | Ingrid Sischy                              | südafrikanische Journalistin und Kunstkritikerin                           | 63    |        |
| 24. Juli | Ernst Trost                                | österreichischer Journalist und Autor                                      | 82    |        |
| 24. Juli | Norbert Wiggershaus                        | deutscher Offizier und Militärhistoriker                                   | 75    |        |
| 24. Juli | Jürgen Wölfer                              | deutscher Musikautor                                                       | 70    |        |
| 23. Juli | William Wakefield Baum                     | US-amerikanischer Kardinal                                                 | 88    |        |
| 23. Juli | Ed Griffin                                 | kanadischer Schriftsteller                                                 | 78    |        |
| 23. Juli | Rita Guyer-Fischer                         | Schweizer Gastronomin                                                      | 81    |        |
| 23. Juli | Robert Harris                              | US-amerikanischer Schauspieler                                             | 85    |        |
| 23. Juli | Shigeko Kubota                             | japanisch-US-amerikanische Künstlerin                                      | 77    |        |
| 23. Juli | Horst Neubert                              | deutscher Schriftsteller                                                   | 83    |        |
| 23. Juli | Gerhard Nickel                             | deutscher Linguist und Mediävist                                           | 86    |        |
| 23. Juli | Adriano Rodríguez                          | kubanischer Sänger                                                         | 91    |        |
| 23. Juli | José Sazatornil                            | spanischer Schauspieler                                                    | 89    |        |
| 23. Juli | Norbert Schwefel                           | deutscher Musiker                                                          | 54    |        |
| 23. Juli | Aung Thaung                                | myanmarischer Politiker                                                    | 74    |        |
| 23. Juli | Akio Ueda                                  | japanischer Rugby-Spieler und -Trainer                                     | 62    |        |
| 23. Juli | Cirilo Vila Castro                         | chilenischer Dirigent, Komponist und Pianist                               | 78    |        |
| 23. Juli | James L. White                             | US-amerikanischer Drehbuchautor                                            | 67    |        |
| 23. Juli | Ulrich Zieger                              | deutscher Schriftsteller                                                   | 53    |        |
| 22. Juli | Arvid Anderson                             | US-amerikanischer Manager und Verwaltungsbeamter                           | 94    |        |
| 22. Juli | Herschal Crow                              | US-amerikanischer Politiker                                                | 80    |        |
| 22. Juli | Munsif Dad                                 | pakistanischer Politiker                                                   | 62    |        |
| 22. Juli | Denny Ebbers                               | niederländischer Judoka                                                    | 41    |        |
| 22. Juli | Christopher M. Fairman                     | US-amerikanischer Rechtswissenschaftler und Autor                          | 54    |        |
| 22. Juli | Eddie Hardin                               | britischer Rockmusiker                                                     | 66    |        |
| 22. Juli | Heiner Janik                               | deutscher Politiker                                                        | 69    |        |
| 22. Juli | Marilyn C. Jones                           | US-amerikanische Baseball-Spielerin                                        | 88    |        |
| 22. Juli | Don Joyce                                  | US-amerikanischer Musiker und Radiomoderator                               | 71    |        |
| 22. Juli | Alfred Kaden                               | deutscher Forstmeister, Autor, Natur- und Heimatschützer                   | 90    |        |
| 22. Juli | Max Köhler                                 | deutscher Maler, Fotograf und Autor                                        | 72    |        |
| 22. Juli | Claus Müller-Schloen                       | deutscher Maler und Grafiker                                               | 61    |        |
| 22. Juli | Wilhelm Münger                             | Schweizer Architekt, Holzbildhauer, Plastiker und Zeichner                 | 91    |        |
| 22. Juli | Ebrahim Nemati                             | iranischer Volleyballtrainer                                               | 87    |        |
| 22. Juli | Loredana Nesci                             | US-amerikanische Juristin, Fernseh- und Radiomoderatorin                   | 47    |        |
| 22. Juli | Roble Olhaye                               | dschibutischer Diplomat                                                    | 71    |        |
| 22. Juli | Natasha Parry                              | britische Schauspielerin                                                   | 84    |        |
| 22. Juli | Leonard Pitt                               | US-amerikanischer Historiker                                               | 85    |        |
| 22. Juli | Hans-Peter Putzke                          | deutscher Pathologe und Hochschullehrer                                    | 84    | [ 3 ]  |
| 22. Juli | A. S. Ibrahim Rowther                      | indischer Filmproduzent                                                    | 64    |        |
| 22. Juli | Simon-Pierre Saint-Hillien                 | haitianischer Bischof                                                      | 64    |        |
| 22. Juli | Josef Scheungraber                         | deutscher Kriegsverbrecher                                                 | 96    |        |
| 22. Juli | T. Tanakam                                 | indische Schauspielerin                                                    | 88    |        |
| 22. Juli | Curt Timm                                  | deutscher Schauspieler, Regisseur und Intendant                            | 89    |        |
| 22. Juli | Horst Walter                               | deutscher Fußballspieler                                                   | 76    |        |
| 22. Juli | Harm Weber                                 | deutscher Politiker                                                        | 87    |        |
| 21. Juli | Mitch Aliotta                              | US-amerikanischer Musiker                                                  | 71    |        |
| 21. Juli | Theodore Bikel                             | US-amerikanischer Schauspieler und Sänger                                  | 91    |        |
| 21. Juli | Robert Broberg                             | schwedischer Sänger und Komponist                                          | 75    |        |
| 21. Juli | Luiz Paulo Conde                           | brasilianischer Politiker und Architekt                                    | 80    |        |
| 21. Juli | Charlie Cullinane                          | irischer Hurling-Spieler                                                   | 72    |        |
| 21. Juli | William R. Dickinson                       | US-amerikanischer Geologe                                                  | 83    |        |
| 21. Juli | E. L. Doctorow                             | US-amerikanischer Schriftsteller                                           | 84    |        |
| 21. Juli | Paul Freeman                               | US-amerikanischer Dirigent                                                 | 79    |        |
| 21. Juli | Günter Fronius                             | österreichischer Unternehmer                                               | 107   |        |
| 21. Juli | Ermias Gebrewold                           | äthiopischer Bischof                                                       | ?     |        |
| 21. Juli | Nicholas Gonzalez                          | US-amerikanischer Mediziner und Autor                                      | ≈68   |        |
| 21. Juli | Rosanne Klass                              | US-amerikanische Juristin und Menschenrechtsaktivistin                     | 86    |        |
| 21. Juli | Alfredo Lardelli                           | Schweizer Unternehmer und Mörder                                           | 59    |        |
| 21. Juli | Wilhelm Lenz                               | deutscher Politiker                                                        | 94    |        |
| 21. Juli | Justin Lowe                                | US-amerikanischer Gitarrist                                                | 32    |        |
| 21. Juli | Mariam Mfaki                               | tansanische Politikerin                                                    | 69    |        |
| 21. Juli | Dick Nanninga                              | niederländischer Fußballspieler                                            | 66    |        |
| 21. Juli | Serhij Omeljanowytsch                      | ukrainischer Fußballspieler                                                | 37    |        |
| 21. Juli | Don Randall                                | australischer Politiker                                                    | 62    |        |
| 21. Juli | Jean-Jacques Rapin                         | Schweizer Musikpädagoge                                                    | 82    | [ 4 ]  |
| 21. Juli | Renate Rasp                                | deutsche Schriftstellerin                                                  | 80    |        |
| 21. Juli | Olav Riste                                 | norwegischer Historiker                                                    | 82    |        |
| 21. Juli | James F. Rothenberg                        | US-amerikanischer Geschäftsmann                                            | 69    |        |
| 21. Juli | Vera Stern                                 | US-amerikanische Kunst- und Kulturförderin                                 | 88    |        |
| 21. Juli | Gabrielle Traxler                          | österreichische Politikerin                                                | 72    |        |
| 21. Juli | Mike Turner                                | englischer Cricketspieler                                                  | 80    |        |
| 20. Juli | Papo Angarica                              | kubanischer Perkussionist und Bandleader                                   | 73    |        |
| 20. Juli | Tom Beard                                  | britischer Schauspieler                                                    | 50    |        |
| 20. Juli | George Bon Salle                           | US-amerikanischer Basketballspieler                                        | 80    |        |
| 20. Juli | Wayne Carson                               | US-amerikanischer Musiker                                                  | 73    |        |
| 20. Juli | Katharina Cortolezis-Schlager              | österreichische Politikerin                                                | 55    |        |
| 20. Juli | Fred Else                                  | englischer Fußballspieler                                                  | 82    |        |
| 20. Juli | Claes-Göran Fagerstedt                     | schwedischer Jazzmusiker                                                   | 86    |        |
| 20. Juli | Elio Fiorucci                              | italienischer Modedesigner                                                 | 80    |        |
| 20. Juli | Eike Gramss                                | deutscher Theaterregisseur und -intendant                                  | 73    |        |
| 20. Juli | Sally Gross                                | US-amerikanische Tänzerin und Choreografin                                 | 81    |        |
| 20. Juli | Hans-Christian Gudehus                     | deutscher Agrarwissenschaftler                                             | 82    |        |
| 20. Juli | Mimi Herold                                | deutsche Sängerin                                                          | 89    |        |
| 20. Juli | Des Horne                                  | südafrikanischer Fußballspieler                                            | 75    |        |
| 20. Juli | Bettina Hurrelmann                         | deutsche Germanistin                                                       | 72    |        |
| 20. Juli | Raj Wali Shah Khattak                      | pakistanischer Lyriker, Schriftsteller und Literaturkritiker               | 63    |        |
| 20. Juli | Kafumba Konneh                             | liberianischer Repräsentant des Islam und Menschenrechtsaktivist           | ≈71   |        |
| 20. Juli | Lou Lenart                                 | US-amerikanisch-israelischer Kampfpilot und Filmproduzent                  | 94    |        |
| 20. Juli | Dieter Moebius                             | schweizerisch-deutscher Musiker                                            | 71    | [ 5 ]  |
| 20. Juli | Tom Moore                                  | US-amerikanischer Comiczeichner                                            | 86    |        |
| 20. Juli | Bosse Östlin                               | schwedischer Schauspieler                                                  | 63    |        |
| 20. Juli | Edgar Popp                                 | kroatischer Pfarrer                                                        | 95    |        |
| 20. Juli | Sieghardt Rupp                             | österreichischer Schauspieler                                              | 84    |        |
| 20. Juli | Raymond Stora                              | französischer Physiker                                                     | 84    |        |
| 20. Juli | R. Thangmawia                              | indischer Aktivist                                                         | 79    |        |
| 20. Juli | Shunsuke Tsurumi                           | japanischer Historiker und Philosoph                                       | 93    |        |
| 20. Juli | Colin Youren                               | australischer Australian-Football-Spieler                                  | 76    |        |
| 19. Juli | Van Alexander                              | US-amerikanischer Bandleader, Arrangeur und Songwriter                     | 100   |        |
| 19. Juli | Rugger Ardizoia                            | US-amerikanischer Baseball-Spieler                                         | 95    |        |
| 19. Juli | John Bleby                                 | britischer Tiermediziner                                                   | 83    |        |
| 19. Juli | Stellan Bojerud                            | schwedischer Politiker                                                     | 70    |        |
| 19. Juli | Al Checco                                  | US-amerikanischer Schauspieler                                             | 93    |        |
| 19. Juli | Douglas S. Cook                            | US-amerikanischer Drehbuchautor                                            | 56    |        |
| 19. Juli | Dorothee Fürstenberg                       | deutsche Opernsängerin                                                     | 79    |        |
| 19. Juli | Josh Greenberg                             | US-amerikanischer Informatiker und Unternehmer                             | 28    |        |
| 19. Juli | Jörg Kaehler                               | deutscher Schauspieler, Regisseur, Theaterleiter und Autor                 | 84    |        |
| 19. Juli | Kyoko                                      | japanischer Gitarrist und Sänger                                           | ?     |        |
| 19. Juli | Bernat Martínez                            | spanischer Motorradrennfahrer                                              | 35    |        |
| 19. Juli | Mohammed Makiya                            | irakischer Architekt und Städteplaner                                      | 101   |        |
| 19. Juli | Richard Ochoa                              | venezolanischer Radrennfahrer                                              | 31    |        |
| 19. Juli | Bryan O’Linn                               | namibischer Jurist, Politiker und Autor                                    | 87    |        |
| 19. Juli | Alexei Pantjuschkin                        | russischer Wirtschaftswissenschaftler und Politiker                        | 46    |        |
| 19. Juli | Bisheshar Pradeep                          | indischer Schriftsteller                                                   | 80    |        |
| 19. Juli | Mohammed Saleh Makiya                      | irakischer Architekt                                                       | 101   |        |
| 19. Juli | Galina Prosumenschtschikowa                | sowjetische Schwimmerin                                                    | 66    |        |
| 19. Juli | Carmino Ravosa                             | US-amerikanischer Komponist, Dirigent und Musikhistoriker                  | 85    |        |
| 19. Juli | Daniel Rivas Fernández                     | spanischer Motorradrennfahrer                                              | 27    |        |
| 19. Juli | Simon Rosenbaum                            | dänischer Schauspieler, Musiker und Autor                                  | 89    |        |
| 19. Juli | Gennadi Selesnjow                          | russischer Politiker                                                       | 67    |        |
| 19. Juli | Mildred Joanne Smith                       | US-amerikanische Schauspielerin                                            | 94    |        |
| 19. Juli | Václav Snítil                              | tschechischer Geiger und Hochschullehrer                                   | 87    |        |
| 18. Juli | Sushil Bhattacharya                        | indischer Fußballspieler und -trainer                                      | 90    |        |
| 18. Juli | Tim Beaglehole                             | neuseeländischer Historiker und Hochschuldirektor                          | 82    |        |
| 18. Juli | Jörg Biel                                  | deutscher Archäologe                                                       | 71    |        |
| 18. Juli | Dave Black                                 | britischer Musiker                                                         | 62    |        |
| 18. Juli | Hermann Bollinger                          | deutscher Politiker                                                        | 78    |        |
| 18. Juli | Buddy Buie                                 | US-amerikanischer Songwriter, Musikproduzent und -verleger                 | 74    |        |
| 18. Juli | George Coe                                 | US-amerikanischer Schauspieler und Filmproduzent                           | 86    |        |
| 18. Juli | Xabier Erauskin                            | spanischer Schauspieler                                                    | 46    |        |
| 18. Juli | Roger Horné                                | deutscher Journalist und Fernsehmoderator                                  | 68    | [ 6 ]  |
| 18. Juli | Priscilla Kincaid-Smith                    | südafrikanisch-australische Medizinerin                                    | 88    |        |
| 18. Juli | Frank Mordica                              | US-amerikanischer American-Football-Spieler                                | 57    |        |
| 18. Juli | Kurt Nowack                                | deutscher Politiker                                                        | 93    |        |
| 18. Juli | Quah Kim Swee                              | singapurischer Fußballspieler                                              | 76    |        |
| 18. Juli | Alex Rocco                                 | US-amerikanischer Schauspieler                                             | 79    |        |
| 18. Juli | Zoe Smith                                  | US-amerikanische Badmintonspielerin                                        | 98    |        |
| 18. Juli | Per Tønder                                 | norwegischer Politiker                                                     | 104   |        |
| 18. Juli | Eckehart Wolff                             | deutscher römisch-katholischer Geistlicher                                 | 85    |        |
| 18. Juli | Wang Fuzhou                                | chinesischer Bergsteiger                                                   | 80    |        |
| 18. Juli | Yang Ko-han                                | taiwanesische Schauspielerin                                               | 27    |        |
| 18. Juli | Ansgar Otto Vogel                          | deutscher Jurist                                                           | 82    |        |
| 17. Juli | Winthrop Adkins                            | US-amerikanischer Psychologe                                               | 82    |        |
| 17. Juli | Andal Ampatuan senior                      | philippinischer Politiker                                                  | 74    |        |
| 17. Juli | Elsbeth Arlt                               | deutsche Künstlerin                                                        | 67    |        |
| 17. Juli | Bill Arnsparger                            | US-amerikanischer American-Football-Trainer                                | 88    |        |
| 17. Juli | Dick van Bekkum                            | niederländischer Radiologe                                                 | 89    |        |
| 17. Juli | Jules Bianchi                              | französischer Automobilrennfahrer                                          | 25    |        |
| 17. Juli | Owen Chadwick                              | britischer Theologe, Historiker und Autor                                  | 99    |        |
| 17. Juli | Murray Feingold                            | US-amerikanischer Kinderarzt, Genetiker und Autor                          | 84    |        |
| 17. Juli | Don Fontana                                | kanadischer Tennisspieler                                                  | 84    |        |
| 17. Juli | Hans-Gerhard Fritz                         | deutscher Kunststofftechniker                                              | 76    |        |
| 17. Juli | Michail Galinowski                         | sowjetischer bzw. russischer Eishockeyschiedsrichter                       | 66    |        |
| 17. Juli | Jörg-Roger Hische                          | deutscher Politiker                                                        | 57    |        |
| 17. Juli | Egbert Koolman                             | deutscher Bibliothekar und Historiker                                      | 76    |        |
| 17. Juli | John McCluskey                             | britischer bzw. schottischer Boxer                                         | 71    |        |
| 17. Juli | Van Miller                                 | US-amerikanischer Sportreporter                                            | 87    |        |
| 17. Juli | Peter Niesner                              | österreichischer Diplomat                                                  | 77    |        |
| 17. Juli | C. V. Narasimhan                           | indischer Polizeidirektor                                                  | 92    |        |
| 17. Juli | Nova Pilbeam                               | britische Schauspielerin                                                   | 95    |        |
| 17. Juli | Hartley Rogers                             | US-amerikanischer Mathematiker                                             | 89    |        |
| 17. Juli | Dagmar Sierck                              | deutsche Schwimmerin                                                       | 57    |        |
| 17. Juli | Werner Spickenreuther                      | deutscher Heimatforscher                                                   | 85    |        |
| 17. Juli | Anton Sterzl                               | deutscher Philosoph, Historiker, Journalist und Autor                      | 88    |        |
| 17. Juli | John Taylor                                | britischer Pianist und Hochschullehrer                                     | 72    |        |
| 17. Juli | Christine Wels                             | deutsche Dressurreiterin und -trainerin                                    | 67    |        |
| 16. Juli | Denis Avey                                 | britischer Judenretter                                                     | 96    |        |
| 16. Juli | Ingo Baumgartner                           | österreichischer Politiker (SPÖ)                                           | 71    |        |
| 16. Juli | Joseph Caprani                             | irischer Cricketspieler                                                    | 95    |        |
| 16. Juli | Paul Chervet                               | Schweizer Boxer                                                            | 73    |        |
| 16. Juli | Evelyn Ebsworth                            | britischer Chemiker und Hochschuldirektor                                  | 82    |        |
| 16. Juli | Violetta Farjeon                           | französische Schauspielerin                                                | 91    |        |
| 16. Juli | Alcides Ghiggia                            | uruguayisch-italienischer Fußballspieler                                   | 88    |        |
| 16. Juli | Kinnie Gibson                              | US-amerikanischer Stuntman, Pilot und Erfinder                             | 59    |        |
| 16. Juli | Jack Goody                                 | britischer Ethnologe, Anthropologe und Medientheoretiker                   | 95    |        |
| 16. Juli | Raymond Goussot                            | französischer Radrennfahrer                                                | 93    |        |
| 16. Juli | Brian Hall                                 | schottischer Fußballspieler                                                | 68    |        |
| 16. Juli | Alan Kupperberg                            | US-amerikanischer Comicautor                                               | 62    |        |
| 16. Juli | Jean Lacouture                             | französischer Journalist, Historiker und Autor                             | 94    |        |
| 16. Juli | Ulrich Lenk                                | deutscher Schauspieler                                                     | 48    |        |
| 16. Juli | Richard Leone                              | US-amerikanischer Manager, Politikberater und Stiftungsfunktionär          | 75    |        |
| 16. Juli | Hans Ley                                   | deutscher Politiker                                                        | 60    |        |
| 16. Juli | Ștefan Miu                                 | rumänischer Fußballspieler und -trainer                                    | 79    |        |
| 16. Juli | V. Ramakrishna                             | indischer Sänger                                                           | 68    |        |
| 16. Juli | Veikko Savela                              | finnischer Politiker                                                       | 96    |        |
| 16. Juli | Mike Schähfer                              | deutscher Sänger                                                           | 71    |        |
| 16. Juli | Otto Philipp Schenk von Stauffenberg       | deutscher Forstwirt und Waldbesitzer                                       | 88    |        |
| 16. Juli | Nancy Sullivan                             | britische Anthropologin und Aktivistin                                     | 57    |        |
| 16. Juli | Pranciškus Tupikas                         | litauischer Politiker                                                      | 86    |        |
| 16. Juli | W. Wilbert Welch                           | US-amerikanischer Theologe                                                 | 97    |        |
| 16. Juli | Milton L. Wood                             | US-amerikanischer Bischof                                                  | 92    |        |
| 16. Juli | Lezley Ziering                             | US-amerikanischer Tänzer und Rollschuhtrainer                              | 82    |        |
| 15. Juli | Masahiko Aoki                              | japanischer Wirtschaftswissenschaftler                                     | 77    |        |
| 15. Juli | Hans Barlach                               | deutscher Unternehmer                                                      | 59    |        |
| 15. Juli | Phil Cayzer                                | australischer Ruderer                                                      | 93    |        |
| 15. Juli | Alan Curtis                                | US-amerikanischer Musiker                                                  | 80    |        |
| 15. Juli | Alexis FitzGerald junior                   | irischer Politiker                                                         | 70    |        |
| 15. Juli | Sławomir Gołaszewski                       | polnischer Schriftsteller und Musiker                                      | 61    |        |
| 15. Juli | Wally Karveno                              | deutsch-französische Komponistin, Pianistin und Klavierlehrerin            | 100   |        |
| 15. Juli | Willi Krämer                               | deutscher Sportjournalist                                                  | 88    |        |
| 15. Juli | Gary Mack                                  | US-amerikanischer Museumskurator und Archivar                              | 68    |        |
| 15. Juli | Aubrey Morris                              | britischer Schauspieler                                                    | 89    |        |
| 15. Juli | Harry Pitch                                | britischer Harmonikaspieler                                                | 90    |        |
| 15. Juli | Gottfried Prabitz                          | österreichischer Bildhauer                                                 | 88    |        |
| 15. Juli | Oswald Probst                              | österreichischer Bogenschütze                                              | 80    |        |
| 15. Juli | Sheila Ramani                              | indische Schauspielerin                                                    | 83    |        |
| 15. Juli | Howard Rumsey                              | US-amerikanischer Jazz-Bassist                                             | 97    |        |
| 15. Juli | Mario Sereni                               | italienischer Opernsänger                                                  | 87    |        |
| 15. Juli | Manolo de Vega                             | spanischer Komiker und Sänger                                              | 73    |        |
| 15. Juli | Wan Li                                     | chinesischer Politiker                                                     | 98    |        |
| 15. Juli | Fred Wendorf                               | US-amerikanischer Anthropologe                                             | 90    |        |
| 15. Juli | Günter Westerhoff                          | deutscher Schriftsteller                                                   | 92    |        |
| 15. Juli | Rogi Wieg                                  | niederländischer Dichter                                                   | 53    |        |
| 14. Juli | Gerold Berchtold                           | Schweizer Chirurg                                                          | 94    |        |
| 14. Juli | Veda Bharati                               | indischer Yogalehrer                                                       | 82    |        |
| 14. Juli | Oleg Belozerkowski                         | sowjetischer bzw. russischer Mathematiker                                  | 89    |        |
| 14. Juli | Willer Bordon                              | italienischer Politiker                                                    | 66    |        |
| 14. Juli | Yohanna Dickson                            | nigerianischer General und Politiker                                       | 65    |        |
| 14. Juli | Klaus-Peter Düring                         | deutscher Manager                                                          | 89    |        |
| 14. Juli | Susanne Häber                              | deutsche Politikerin                                                       | 88    |        |
| 14. Juli | Adolf Gabriel                              | deutscher Handballspieler, -trainer und Fußballfunktionär                  | 72    | [ 7 ]  |
| 14. Juli | Wolf Gremm                                 | deutscher Regisseur und Drehbuchautor                                      | 73    |        |
| 14. Juli | Florin Grigore                             | rumänischer Fußballspieler                                                 | 59    |        |
| 14. Juli | Ismet Hadžić                               | jugoslawischer Fußballspieler                                              | 61    |        |
| 14. Juli | Masao Horiba                               | japanischer Erfinder und Geschäftsmann                                     | 90    |        |
| 14. Juli | Peter Kienesberger                         | österreichischer Rechtsextremist                                           | 72    |        |
| 14. Juli | Krzysztof Kruszewski                       | polnischer Politiker                                                       | 76    |        |
| 14. Juli | Mansour Nariman                            | iranischer Musiker                                                         | 80    |        |
| 14. Juli | Franz-Ferdinand Nentwig                    | deutscher Opernsänger                                                      | 91    |        |
| 14. Juli | Ambrosio Ortega                            | spanischer Maler                                                           | 90    |        |
| 14. Juli | Olaf Pooley                                | britischer Schauspieler und Drehbuchautor                                  | 101   |        |
| 14. Juli | Marlene Sanders                            | US-amerikanische Fernsehnachrichtensprecherin und Journalistin             | 84    |        |
| 14. Juli | Anneliese Schnell                          | österreichische Astronomin                                                 | 73    |        |
| 14. Juli | Alby Schultz                               | australischer Politiker                                                    | 76    |        |
| 14. Juli | Dave Somerville                            | kanadischer Sänger                                                         | 81    |        |
| 14. Juli | M. S. Viswanathan                          | indischer Filmmusikkomponist und -dirigent                                 | 87    |        |
| 13. Juli | Robert Broadbent                           | US-amerikanischer Manager und Museumsgründer                               | 94    |        |
| 13. Juli | John Buchanan                              | neuseeländischer Manager                                                   | 72    |        |
| 13. Juli | Glenn Houle                                | US-amerikanischer Komponist                                                | 87    |        |
| 13. Juli | Raymond Katarzynski                        | französischer Posaunist und Musikpädagoge                                  | ≈80   |        |
| 13. Juli | Wolfgang Lampe                             | deutscher Bergingenieur, Sachbuchautor, Montanhistoriker und Archivar      | 62    | [ 8 ]  |
| 13. Juli | Leon Letwin                                | US-amerikanischer Jurist und Bürgerrechtler                                | 85    |        |
| 13. Juli | Uvdloriaĸ Løvstrøm                         | grönländischer Kommunalpolitiker (Siumut) und Gewerkschafter               | 78    |        |
| 13. Juli | Philipp Mißfelder                          | deutscher Politiker                                                        | 35    |        |
| 13. Juli | Patrice Moncell Gathright                  | US-amerikanische Bluesmusikerin                                            | 52    |        |
| 13. Juli | Fernando Ortuño Blasco                     | spanischer Fußballspieler                                                  | 69    |        |
| 13. Juli | Arturo Paoli                               | italienischer Priester                                                     | 102   |        |
| 13. Juli | Francesco Randon                           | italienischer Fußballspieler                                               | 89    |        |
| 13. Juli | Michael Rayner                             | britischer Opernsänger und Schauspieler                                    | 82    |        |
| 13. Juli | Horst Reipsch                              | deutscher Jazz- und Unterhaltungsmusiker, Schlagerkomponist und Arrangeur  | 90    |        |
| 13. Juli | Cornelia Reiter                            | österreichische Museumskuratorin                                           | 51    |        |
| 13. Juli | Ildikó Schwarczenberger                    | ungarische Florettfechterin                                                | 63    |        |
| 13. Juli | Joan Sebastian                             | mexikanischer Sänger und Songwriter                                        | 64    |        |
| 13. Juli | Campbell Smith                             | neuseeländischer Dramatiker, Dichter und Künstler                          | 90    |        |
| 13. Juli | Paul Tremmel                               | österreichischer Politiker                                                 | 74    |        |
| 13. Juli | August Vogel                               | deutscher Architekt                                                        | 88    |        |
| 13. Juli | Siegfried Weigel                           | deutscher Pastor und Politiker (SPD), MdVK                                 | 87    |        |
| 13. Juli | Martin Litchfield West                     | britischer Philologe                                                       | 77    |        |
| 13. Juli | Gerhard Zwerenz                            | deutscher Schriftsteller und Politiker                                     | 90    |        |
| 12. Juli | Sergei Arzibaschew                         | russischer Schauspieler und Theaterdirektor                                | 63    |        |
| 12. Juli | D’Army Bailey                              | US-amerikanischer Jurist, Schauspieler und Autor                           | 73    |        |
| 12. Juli | Irene Collins                              | britische Historikerin                                                     | 89    |        |
| 12. Juli | Omar Félix Colomé                          | argentinischer Bischof                                                     | 82    |        |
| 12. Juli | JaJuan Dawson                              | US-amerikanischer American-Football-Spieler                                | 37    |        |
| 12. Juli | Tenzin Delek Rinpoche                      | tibetischer buddhistischer Mönch                                           | 65    |        |
| 12. Juli | Chenjerai Hove                             | simbabwischer Schriftsteller                                               | 59    |        |
| 12. Juli | Dominik Koechlin                           | Schweizer Manager                                                          | 55    |        |
| 12. Juli | Javier Krahe                               | spanischer Liedermacher                                                    | 71    |        |
| 12. Juli | Franz Köck                                 | österreichischer Politiker                                                 | 83    |        |
| 12. Juli | Bosse Larsson                              | schwedischer Fernsehmoderator                                              | 81    |        |
| 12. Juli | Milorad Milutinović                        | jugoslawischer Fußballspieler und -trainer                                 | 80    |        |
| 12. Juli | Kartik Mohapatra                           | indischer Politiker                                                        | 63    |        |
| 12. Juli | Ramón Oviedo                               | dominikanischer Maler                                                      | 92    |        |
| 12. Juli | José Socorro Salcido Gómez                 | mexikanischer Politiker                                                    | 85    |        |
| 12. Juli | Fritz Sebening                             | deutscher Mediziner                                                        | 85    |        |
| 12. Juli | Cheng Siwei                                | chinesischer Politiker                                                     | 80    |        |
| 12. Juli | Tom Skinner                                | US-amerikanischer Countrymusiker                                           | 61    |        |
| 12. Juli | Richard Trenkwalder                        | österreichischer Unternehmer                                               | 67    |        |
| 11. Juli | Herbert Ahues                              | deutscher Schachkomponist                                                  | 93    |        |
| 11. Juli | Claudia Alexander                          | US-amerikanische Geophysikerin und Planetologin                            | 56    |        |
| 11. Juli | Hans H. Angermueller                       | US-amerikanischer Banker und Geiselbefreier                                | 56    |        |
| 11. Juli | Giacomo Biffi                              | italienischer Kardinal                                                     | 87    | [ 9 ]  |
| 11. Juli | Mark Birdwood, 3. Baron Birdwood           | britischer Peer und Politiker                                              | 76    |        |
| 11. Juli | Capo                                       | US-amerikanischer Rapper                                                   | 22    |        |
| 11. Juli | Patricia Crone                             | dänische Islamwissenschaftlerin                                            | 70    |        |
| 11. Juli | James U. Cross                             | US-amerikanischer General und Autor                                        | 90    |        |
| 11. Juli | Hussein Fatal                              | US-amerikanischer Rapper                                                   | 42    |        |
| 11. Juli | Max Fischer                                | deutscher Politiker                                                        | 88    |        |
| 11. Juli | Gottfried Hilgerdenaar                     | deutscher Seemann                                                          | 90    |        |
| 11. Juli | Helen F. Holt                              | US-amerikanische Politikerin                                               | 101   |        |
| 11. Juli | Satoru Iwata                               | japanischer Manager                                                        | 55    |        |
| 11. Juli | Lawrence Karlton                           | US-amerikanischer Jurist und Justizreformer                                | 80    |        |
| 11. Juli | Hans-Jürgen Krumnow                        | deutscher Fußballspieler                                                   | 72    |        |
| 11. Juli | André Leysen                               | belgischer Unternehmer und Verbandsfunktionär                              | 88    |        |
| 11. Juli | Reijo Lindroos                             | finnischer Politiker                                                       | 78    |        |
| 11. Juli | Dieter Mäde                                | deutscher Politiker                                                        | 75    |        |
| 11. Juli | Thomas Piccirilli                          | US-amerikanischer Schriftsteller                                           | 50    |        |
| 11. Juli | Joseph Robinson Jr.                        | US-amerikanischer Musiker und Musikproduzent                               | 53    |        |
| 11. Juli | Bojan Udovič                               | jugoslawischer Radrennfahrer                                               | 57    |        |
| 11. Juli | Jon Vickers                                | kanadischer Opernsänger                                                    | 88    |        |
| 11. Juli | Bodo Witte                                 | deutscher Theaterintendant                                                 | 85    |        |
| 11. Juli | Leonardas Zelčius                          | litauischer Schauspieler                                                   | 87    |        |
| 10. Juli | David C. Bowman                            | US-amerikanischer Bischof                                                  | 82    |        |
| 10. Juli | Ferenc Doór                                | ungarischer Maler und Grafiker                                             | 97    |        |
| 10. Juli | Franz Gady                                 | österreichischer Unternehmer, Wirtschafts- und Sportfunktionär             | 77    |        |
| 10. Juli | Hermann Gamon                              | österreichischer Skirennläufer und -trainer                                | 86    |        |
| 10. Juli | Hans R. Hugi                               | Schweizer Bauingenieur                                                     | 88    |        |
| 10. Juli | Vytautas Kleiva                            | litauischer Politiker                                                      | 55    |        |
| 10. Juli | Peter de Klerk                             | südafrikanischer Automobilrennfahrer                                       | 80    |        |
| 10. Juli | Marian Kwarciński                          | polnischer Motorradrennfahrer                                              | 82    |        |
| 10. Juli | Friedrich Leinung                          | deutscher Geistlicher                                                      | 81    |        |
| 10. Juli | Diarmuid Mac an Adhastair                  | irischer Schauspieler                                                      | 71    |        |
| 10. Juli | Herta Mayen                                | österreichische Schauspielerin                                             | 93    |        |
| 10. Juli | Jimmy Murray                               | schottischer Fußballspieler                                                | 82    |        |
| 10. Juli | Leo Muthu                                  | indischer Philanthrop und Geschäftsmann                                    | 63    |        |
| 10. Juli | Sardar Abdul Qayyum                        | pakistanischer Politiker                                                   | 91    |        |
| 10. Juli | Roger Rees                                 | britisch-US-amerikanischer Schauspieler                                    | 71    |        |
| 10. Juli | Hāfiz Said Khan                            | pakistanischer Terrorist                                                   | ?     |        |
| 10. Juli | Jacques Ripault                            | französischer Architekt                                                    | 62    |        |
| 10. Juli | Omar Sharif                                | ägyptischer Schauspieler                                                   | 83    |        |
| 10. Juli | Hans Turck                                 | deutscher Unternehmer                                                      | 91    |        |
| 10. Juli | Georg Wohn                                 | deutscher Manager                                                          | 79    |        |
| 10. Juli | Friedrich Wrede                            | deutscher Beamter                                                          | 93    |        |
| 9. Juli  | Christian Audigier                         | französischer Modedesigner und Unternehmer                                 | 57    |        |
| 9. Juli  | Jim Bede                                   | US-amerikanischer Flugzeugkonstrukteur                                     | 82    |        |
| 9. Juli  | Gloria Bently                              | US-amerikanische Opernsängerin                                             | 90    |        |
| 9. Juli  | Caspar Bowden                              | britischer Datenschutzexperte und Aktivist                                 | 53    |        |
| 9. Juli  | Gladys Carmagnola                          | paraguayische Schriftstellerin                                             | 76    |        |
| 9. Juli  | Peggy Cordero                              | chilenische Schauspielerin                                                 | 79    |        |
| 9. Juli  | William Diamond                            | US-amerikanischer Einrichtungsdesigner                                     | 63    |        |
| 9. Juli  | Günter Ewald                               | deutscher Mathematiker                                                     | 86    | [ 10 ] |
| 9. Juli  | Paul Gebhard                               | US-amerikanischer Sexualwissenschaftler                                    | 98    |        |
| 9. Juli  | Jekaterina Genijewa                        | russische Bibliothekarin                                                   | 69    |        |
| 9. Juli  | Aleksander Główczewski                     | polnischer Literaturwissenschaftler und Autor                              | 49    |        |
| 9. Juli  | Eberhard Günther                           | deutscher Unternehmer                                                      | 70    |        |
| 9. Juli  | Josef Hopferwieser                         | österreichischer Opernsänger                                               | 77    |        |
| 9. Juli  | Bill Hunter                                | britischer Politiker und Autor                                             | 95    |        |
| 9. Juli  | Michael Masser                             | US-amerikanischer Komponist                                                | 74    |        |
| 9. Juli  | Roger Mathis                               | Schweizer Fußballspieler                                                   | 94    |        |
| 9. Juli  | Frank Möbus                                | deutscher Literaturwissenschaftler und Schriftsteller                      | 57    |        |
| 9. Juli  | William J. Proctor                         | US-amerikanischer Musikhistoriker                                          | 75    |        |
| 9. Juli  | David M. Raup                              | US-amerikanischer Paläontologe                                             | 82    |        |
| 9. Juli  | Stefan Rolewicz                            | polnischer Mathematiker und Autor                                          | 83    |        |
| 9. Juli  | Tahsin Şahinkaya                           | türkischer General                                                         | 90    |        |
| 9. Juli  | Saud ibn Faisal                            | saudi-arabischer Politiker                                                 | 75    |        |
| 9. Juli  | Horst Rodemer                              | deutscher Wirtschaftswissenschaftler                                       | 76    |        |
| 9. Juli  | Hans Sevignani                             | österreichischer Politiker                                                 | 67    |        |
| 9. Juli  | Ettore Stratta                             | italienisch-US-amerikanischer Musikproduzent und Dirigent                  | 82    |        |
| 9. Juli  | Tadeusz Suchocki                           | polnischer Pianist, Komponist und Dirigent                                 | 87    |        |
| 9. Juli  | Hans Walther                               | deutscher Namenforscher                                                    | 94    |        |
| 8. Juli  | Casimir Ehrnrooth                          | finnischer Wirtschaftsmagnat und Manager                                   | 84    |        |
| 8. Juli  | Muhsin al-Fadhli                           | kuwaitischer Terrorist                                                     | 34    |        |
| 8. Juli  | Monique Joly                               | kanadische Schauspielerin                                                  | 82    |        |
| 8. Juli  | Daniel Kastler                             | französischer Physiker                                                     | 89    |        |
| 8. Juli  | Irwin Keyes                                | US-amerikanischer Schauspieler                                             | 63    |        |
| 8. Juli  | Arne Kotte                                 | norwegischer Fußballspieler                                                | 80    |        |
| 8. Juli  | Ruth Kraft                                 | deutsche Schriftstellerin                                                  | 95    |        |
| 8. Juli  | Endell Laird                               | britischer Zeitungsverleger und Philanthrop                                | 81    |        |
| 8. Juli  | Hartmut Lehmler                            | deutscher Skisportfunktionär                                               | 67    |        |
| 8. Juli  | Paul Lioy                                  | US-amerikanischer Toxikologe                                               | 68    |        |
| 8. Juli  | Ernie Maresca                              | US-amerikanischer Songwriter, Sänger und Manager                           | 77    |        |
| 8. Juli  | Harry Messel                               | australischer Physiker                                                     | 93    |        |
| 8. Juli  | Karl Pühringer                             | österreichischer Fußballfunktionär                                         | 84    |        |
| 8. Juli  | Joe Rappold                                | österreichischer Radiomoderator                                            | 48    |        |
| 8. Juli  | Emilio Rivera                              | argentinischer Sänger, Komponist und Dozent                                | 31    |        |
| 8. Juli  | Philippe Rochat                            | Schweizer Koch                                                             | 61    |        |
| 8. Juli  | Waleri Schewljuk                           | sowjetischer Fußballspieler                                                | 66    |        |
| 8. Juli  | Lucita Soriano                             | philippinische Schauspielerin                                              | 74    |        |
| 8. Juli  | Ken Stabler                                | US-amerikanischer American-Football-Spieler                                | 69    |        |
| 8. Juli  | Harry Stowers                              | US-amerikanischer Jurist und Politiker                                     | 89    |        |
| 8. Juli  | James Tate                                 | US-amerikanischer Dichter                                                  | 71    |        |
| 8. Juli  | Delroy Thompson                            | US-amerikanischer Toningenieur und Musikproduzent                          | 63    |        |
| 8. Juli  | Bernabé Tierno                             | spanischer Psychologe, Pädagoge und Schriftsteller                         | 75    |        |
| 8. Juli  | Ludwig Trutnau                             | deutscher Biologe                                                          | 79    |        |
| 8. Juli  | Yoash Tzidon                               | israelischer Politiker                                                     | 88    |        |
| 8. Juli  | Walter Van Gerven                          | belgischer Jurist und Finanzexperte                                        | 80    |        |
| 8. Juli  | Johannes Volmer                            | deutscher Ingenieur und Hochschullehrer                                    | 85    |        |
| 8. Juli  | André Zirves                               | luxemburgischer Politiker                                                  | 89    |        |
| 7. Juli  | Maria Barroso                              | portugiesische Schauspielerin und Politikerin                              | 90    |        |
| 7. Juli  | Kurt Bernheier                             | deutscher Hochschullehrer und Politiker                                    | 86    |        |
| 7. Juli  | Maximilian Braun                           | deutscher Klassischer Philologe                                            | 49    |        |
| 7. Juli  | Julia Buencamino                           | philippinische Schauspielerin                                              | 15    |        |
| 7. Juli  | Nicolino di Camillo                        | italienischer Gastronom                                                    | 93    |        |
| 7. Juli  | Jean Délémontez                            | französischer Flugzeugkonstrukteur                                         | 97    |        |
| 7. Juli  | Hugo Dibarboure Icasuriaga                 | uruguayischer Mediziner                                                    | 85    |        |
| 7. Juli  | Eva Fischer                                | jugoslawisch-italienische Künstlerin                                       | 94    |        |
| 7. Juli  | Jörg-Dieter Gauger                         | deutscher Althistoriker                                                    | 67    |        |
| 7. Juli  | John Greenwood                             | US-amerikanischer Automobilrennfahrer und Rennwagenkonstrukteur            | 71    |        |
| 7. Juli  | Irena Hausmanowa-Petrusewicz               | polnische Neurologin                                                       | 97    |        |
| 7. Juli  | Reinhard „Django“ Kroll                    | deutscher Jazzmusiker                                                      | 60    |        |
| 7. Juli  | Pierre MacDonald                           | kanadischer Politiker                                                      | 79    |        |
| 7. Juli  | Ági Mednyánszky                            | ungarische Schauspielerin                                                  | 88    |        |
| 7. Juli  | Jaime Morey                                | spanischer Sänger                                                          | 73    |        |
| 7. Juli  | Kurt Reiniger                              | Schweizer Politiker                                                        | 76    |        |
| 7. Juli  | Anton Schneider                            | deutscher Baubiologe                                                       | 84    |        |
| 7. Juli  | Ruth Seiler-Schwab                         | Schweizer Pädagogin                                                        | 97    |        |
| 7. Juli  | Fons van Wissen                            | niederländischer Fußballspieler                                            | 82    |        |
| 7. Juli  | Sabine Zimmerebner                         | österreichische Höhlenforscherin                                           | 44    |        |
| 6. Juli  | Rudolf Achenbach                           | deutscher Unternehmer                                                      | 87    |        |
| 6. Juli  | Wojciech Albiński                          | polnischer Schriftsteller                                                  | ≈80   |        |
| 6. Juli  | Julio Angel                                | puerto-ricanischer Sänger                                                  | 69    |        |
| 6. Juli  | Dumitru Blajinu                            | moldauischer Violinist, Dirigent, Komponist und Volkskundler               | 80    |        |
| 6. Juli  | Camille Bob                                | US-amerikanischer Sänger und Musiker                                       | 77    |        |
| 6. Juli  | Hans Canjé                                 | deutscher Journalist                                                       | 85    |        |
| 6. Juli  | Stan Carew                                 | kanadischer Musiker, Schauspieler und Radiomoderator                       | 64    |        |
| 6. Juli  | Victor Warren Fazio                        | australischer Proktologe und Autor                                         | 75    |        |
| 6. Juli  | Elisa Guerrero                             | venezolanische Sängerin                                                    | 35    |        |
| 6. Juli  | Terry Handley                              | US-amerikanischer Amateurastronom und Asteroidenentdecker                  | 63    |        |
| 6. Juli  | Harald K. Hülsmann                         | deutscher Schriftsteller                                                   | 81    |        |
| 6. Juli  | Anne Iversen                               | dänische Leichtathletin                                                    | 91    |        |
| 6. Juli  | Terence Kelshaw                            | US-amerikanischer Bischof                                                  | 78    |        |
| 6. Juli  | Diana Kiehl                                | deutsche Künstlerin                                                        | 57    |        |
| 6. Juli  | Masabumi Kikuchi                           | japanischer Jazzpianist                                                    | 75    |        |
| 6. Juli  | Julian Kliemann                            | deutscher Historiker                                                       | 65    |        |
| 6. Juli  | Rachel Margolis                            | polnisch-litauisch-israelische Biologin und Holocaustüberlebende           | 86    |        |
| 6. Juli  | Luigi Martella                             | italienischer Bischof                                                      | 67    |        |
| 6. Juli  | John Maxtone-Graham                        | US-amerikanischer Historiker                                               | 85    |        |
| 6. Juli  | Roland Muhr                                | deutscher Organist und Kirchenmusiker                                      | 67    |        |
| 6. Juli  | Bhattam Srirama Murthy                     | indischer Politiker                                                        | 89    |        |
| 6. Juli  | Reinhard Muth                              | deutscher Verbandsfunktionär                                               | 84    |        |
| 6. Juli  | Juli Soler                                 | spanischer Gastronom                                                       | 66    |        |
| 6. Juli  | John B. Stanbury                           | US-amerikanischer Mediziner                                                | 100   |        |
| 6. Juli  | Jerry Weintraub                            | US-amerikanischer Filmproduzent                                            | 77    |        |
| 5. Juli  | Jesús Aldrete                              | costa-ricanischer Fußballspieler                                           | 90    |        |
| 5. Juli  | Andrew Alexander                           | britischer Journalist und Autor                                            | 80    |        |
| 5. Juli  | Osmiro Campos                              | brasilianischer Radiomoderator, Synchronsprecher und -regisseur            | 82    |        |
| 5. Juli  | Helga Engel                                | deutsche Schauspiellehrerin                                                | 84    |        |
| 5. Juli  | Garrison Fewell                            | US-amerikanischer Jazzgitarrist und Hochschullehrer                        | 61    |        |
| 5. Juli  | James Bonard Fowler                        | US-amerikanischer Polizist und Mörder                                      | 81    |        |
| 5. Juli  | Blaine Gibson                              | US-amerikanischer Zeichner und Bildhauer                                   | 97    |        |
| 5. Juli  | Philip Goodhart                            | britischer Politiker                                                       | 89    |        |
| 5. Juli  | Uffe Haagerup                              | dänischer Mathematiker                                                     | 65    |        |
| 5. Juli  | Hernus Kriel                               | südafrikanischer Politiker und Jurist                                      | 73    |        |
| 5. Juli  | Hilde Leiter                               | österreichische Illustratorin, Schriftstellerin und bildende Künstlerin    | 90    |        |
| 5. Juli  | David Masondo                              | südafrikanischer Sänger                                                    | 67    |        |
| 5. Juli  | Wolfgang Monning                           | deutscher Manager                                                          | 67    |        |
| 5. Juli  | Yōichirō Nambu                             | US-amerikanischer Physiker                                                 | 94    |        |
| 5. Juli  | Eckart Ranft                               | deutscher Jurist                                                           | 90    |        |
| 5. Juli  | Nahman Raz                                 | israelischer Politiker                                                     | 90    |        |
| 5. Juli  | Burt Shavitz                               | US-amerikanischer Unternehmer und Tierschützer                             | 80    |        |
| 5. Juli  | Charanjit Singh                            | indischer Musiker                                                          | 75    |        |
| 5. Juli  | Abderrahmane Soukhane                      | algerisch-französischer Fußballspieler                                     | 78    |        |
| 5. Juli  | Jack Steadman                              | US-amerikanischer American-Football-Manager                                | 86    |        |
| 5. Juli  | Klaus-Peter Wenzel                         | deutscher Chirurg, Hygieniker und Medizinhistoriker                        | 79    |        |
| 5. Juli  | Stanisław Wyłupek                          | polnischer Politiker                                                       | 92    |        |
| 4. Juli  | Nedelcho Beronow                           | bulgarischer Jurist und Politiker                                          | 86    |        |
| 4. Juli  | Étienne Bierry                             | französischer Schauspieler                                                 | 96    |        |
| 4. Juli  | Manfred Dierkes                            | deutscher Gitarrist                                                        | 49    |        |
| 4. Juli  | Carlo de Gavardo                           | chilenischer Motorradsportler                                              | 45    |        |
| 4. Juli  | William Conrad Gibbons                     | US-amerikanischer Historiker                                               | 88    |        |
| 4. Juli  | Reynaldo González López                    | kubanischer Sportfunktionär                                                | 66    |        |
| 4. Juli  | Han Kyung Sun                              | südkoreanische Schauspielerin                                              | 53    |        |
| 4. Juli  | Helen Harrison                             | US-amerikanische Autorin                                                   | 68    |        |
| 4. Juli  | Peter Lampert                              | liechtensteinischer Politiker                                              | 63    |        |
| 4. Juli  | Carlos Moreno                              | argentinischer Tangosänger                                                 | 78    |        |
| 4. Juli  | Norbert Peters                             | deutscher Chemieingenieur                                                  | 73    |        |
| 4. Juli  | Walter Rummel                              | deutscher Arzt und Pharmakologe                                            | 93    |        |
| 4. Juli  | James Swaffield                            | britischer Verwaltungsbeamter                                              | 91    |        |
| 4. Juli  | Jerzy Szymański                            | polnischer Opernsänger                                                     | 88    |        |
| 4. Juli  | Gernot Weser                               | deutscher Motorradrennfahrer                                               | 76    |        |
| 4. Juli  | Charles Winick                             | US-amerikanischer Anthropologe, Soziologe und Autor                        | 92    |        |
| 3. Juli  | Adi Bharucha                               | indischer Schwimmer                                                        | 85    |        |
| 3. Juli  | Diana Dill                                 | US-amerikanische Schauspielerin                                            | 92    |        |
| 3. Juli  | Gerhard Bühler                             | deutscher Physiker und Jurist                                              | 90    |        |
| 3. Juli  | Goran Gogić                                | serbischer Fußballspieler                                                  | 29    |        |
| 3. Juli  | Ernst Kalb                                 | deutscher Theologe                                                         | 85    |        |
| 3. Juli  | Boyd K. Packer                             | US-amerikanischer Repräsentant des Mormonentums                            | 90    |        |
| 3. Juli  | Ivan Paluch                                | slowakischer Schauspieler                                                  | 75    |        |
| 3. Juli  | Amanda Peterson                            | US-amerikanische Schauspielerin                                            | 43    |        |
| 3. Juli  | Martín Ruipérez Sánchez                    | spanischer Gräzist und Sprachwissenschaftler                               | 92    |        |
| 3. Juli  | Carlos Ruiz de la Tejera                   | kubanischer Schauspieler                                                   | 82    |        |
| 3. Juli  | Yogesh Kumar Sabharwal                     | indischer Jurist                                                           | 73    |        |
| 3. Juli  | Jacques Sernas                             | französischer Schauspieler                                                 | 89    |        |
| 3. Juli  | Krystyna Siesicka                          | polnische Schriftstellerin                                                 | 86    |        |
| 3. Juli  | György Szabad                              | ungarischer Historiker und Politiker                                       | 90    |        |
| 3. Juli  | John A. Williams                           | US-amerikanischer Schriftsteller                                           | 89    |        |
| 3. Juli  | Franz-Josef Wolfframm                      | deutscher Fußballspieler                                                   | 80    |        |
| 3. Juli  | Péter Záboji                               | ungarischer Unternehmensberater, Finanzinvestor und Manager                | ≈71   |        |
| 2. Juli  | David Aronson                              | US-amerikanischer Maler                                                    | 91    |        |
| 2. Juli  | Slavko Avsenik                             | jugoslawischer bzw. slowenischer Komponist und Akkordeonist                | 85    |        |
| 2. Juli  | Roy C. Bennett                             | US-amerikanischer Songwriter                                               | 96    |        |
| 2. Juli  | Wilma Bentivegna                           | brasilianische Sängerin, Schauspielerin und Fernsehmoderatorin             | 85    |        |
| 2. Juli  | Heiner Dammel                              | deutscher Sportmanager                                                     | 67    |        |
| 2. Juli  | Tiburce Darou                              | französischer Sporttherapeut und Fitnesstrainer                            | 72    |        |
| 2. Juli  | Ronald Davison                             | neuseeländischer Jurist                                                    | 94    |        |
| 2. Juli  | Arno Fern                                  | deutscher Repräsentant des Judentums                                       | 77    |        |
| 2. Juli  | Karl Fischer                               | österreichischer Diplomat und UN-Funktionär                                | 93    |        |
| 2. Juli  | Pia Hattara                                | finnische Schauspielerin                                                   | 92    |        |
| 2. Juli  | Dominique Jameux                           | französischer Musikwissenschaftler, Medienproduzent und Autor              | 76    |        |
| 2. Juli  | Petro Korol                                | sowjetischer Gewichtheber                                                  | 74    |        |
| 2. Juli  | Inge Lammel                                | deutsche Musikwissenschaftlerin                                            | 91    |        |
| 2. Juli  | Johannes Marré                             | deutscher Diplomat                                                         | 94    |        |
| 2. Juli  | Archie McNair                              | britischer Unternehmer                                                     | 95    |        |
| 2. Juli  | Hans Muff                                  | Schweizer Musiker und Musikproduzent                                       | 70    |        |
| 2. Juli  | David Read                                 | britischer Schriftsteller                                                  | 93    |        |
| 2. Juli  | Joerg Reiter                               | deutscher Jazzpianist und Hochschullehrer                                  | 56    |        |
| 2. Juli  | Charlie Sanders                            | US-amerikanischer American-Football-Spieler                                | 68    |        |
| 2. Juli  | Eberhard Schütt-Wetschky                   | deutscher Politikwissenschaftler                                           | 77    |        |
| 2. Juli  | Bob Smalhout                               | niederländischer Anästhesist, Publizist und Politiker                      | 87    |        |
| 2. Juli  | Hartwig Thyen                              | deutscher Theologe und Hochschullehrer                                     | 88    |        |
| 2. Juli  | Waldo Vieira                               | brasilianischer Arzt und Autor                                             | 83    |        |
| 2. Juli  | John Whitman                               | US-amerikanischer Banker und First Gentleman                               | 71    |        |
| 2. Juli  | Jacobo Zabludovsky                         | mexikanischer Journalist                                                   | 87    |        |
| 1. Juli  | Francesco Alliata                          | italienischer Filmproduzent, Dokumentarfilmregisseur und Unternehmer       | 95    |        |
| 1. Juli  | Mariano Biondi                             | argentinischer Fußballspieler                                              | 64    |        |
| 1. Juli  | Val Doonican                               | irischer Sänger und Entertainer                                            | 88    |        |
| 1. Juli  | Edith Fründt                               | deutsche Kunsthistorikerin                                                 | 88    |        |
| 1. Juli  | Nadesan Ganesan                            | singapurischer Sportfunktionär                                             | 82    |        |
| 1. Juli  | Edward Greenfield                          | britischer Musikkritiker, Radiomoderator und Biograf                       | 86    |        |
| 1. Juli  | Lawrence Herkimer                          | US-amerikanischer Sportinnovator                                           | 89    |        |
| 1. Juli  | Jens S. Jensen                             | schwedischer Fotograf                                                      | 69    |        |
| 1. Juli  | Robert La Caze                             | französischer Automobilrennfahrer                                          | 98    |        |
| 1. Juli  | Red Lane                                   | US-amerikanischer Songwriter                                               | 76    |        |
| 1. Juli  | Dieter P. Meier-Lenz                       | deutscher Lyriker und Herausgeber                                          | 85    |        |
| 1. Juli  | Miloslava Misáková                         | tschechoslowakische Geräteturnerin                                         | 93    |        |
| 1. Juli  | Fritz Müller-Scherz                        | deutscher Drehbuchautor                                                    | 70    |        |
| 1. Juli  | Hans Muller                                | niederländischer Wasserballspieler                                         | 78    |        |
| 1. Juli  | Czesław Olech                              | polnischer Mathematiker                                                    | 84    |        |
| 1. Juli  | Victor de la Peña Pérez                    | peruanischer Bischof                                                       | 81    |        |
| 1. Juli  | Arthur Porter                              | kanadischer Mediziner                                                      | 59    |        |
| 1. Juli  | Guy Rais                                   | britischer Journalist                                                      | 95    |        |
| 1. Juli  | Lewis B. Rome                              | US-amerikanischer Politiker, Jurist und Lobbyist                           | 81    |        |
| 1. Juli  | Fred Slatten                               | US-amerikanischer Schuhdesigner                                            | 92    |        |
| 1. Juli  | Sergio Sollima                             | italienischer Drehbuchautor und Regisseur                                  | 94    |        |
| 1. Juli  | Nicholas Winton                            | britischer Retter jüdischer Kinder vor dem Holocaust                       | 106   |        |